# Adolf Leidlmair
Adolf Leidlmair (* 5. Juni 1919 in Linz, Oberösterreich; † 19. September 2010 in Innsbruck, Tirol) war ein österreichischer Geograph und Hochschullehrer.

## Leben und Wirken
Adolf Leidlmair maturierte am Stiftsgymnasium Kremsmünster und nahm als Gebirgsjäger am Zweiten Weltkrieg teil, war aber teilweise für das Studium der Fächer Geographie und Geschichte an der Universität Innsbruck beurlaubt. Nach der mit Auszeichnung bestandenen Lehramtsprüfung absolvierte er sein Probejahr in Innsbruck und wurde dort mit einer geomorphologischen Arbeit 1950 bei Hans Kinzl promoviert.
Er wurde Assistent von Hermann von Wissmann am Geographischen Institut der Universität Tübingen, wo er sich 1958 habilitierte. 1963 nahm er einen Ruf an die Technische Hochschule Karlsruhe an, 1967 erhielt er in der Nachfolge von Carl Troll einen Ruf auf den Lehrstuhl für Geographie der Universität Bonn. Bereits zwei Jahre später wurde er als Nachfolger von Hans Kinzl auf den Lehrstuhl für Geographie der Universität Innsbruck berufen.
Leidlmair gründete den Zweigverein Innsbruck der Österreichischen Geographischen Gesellschaft (heute: Innsbrucker Geographische Gesellschaft), organisierte 1975 den Deutschen Geographentag in Innsbruck, war Obmann der Friedrich-Tessmann-Stiftung und wurde zum korrespondierenden Mitglied der Österreichischen Akademie der Wissenschaften berufen.
Leidlmair war (Mit-)Herausgeber vieler Periodika, darunter Erdkundliches Wissen, Sammlung Geographischer Führer, Forschungen zur Deutschen Landeskunde, Tiroler Wirtschaftsstudien, Geographische Zeitschrift sowie Herausgeber des Tirol Atlas.
Neben Studien zum Orient konzentrierte er sich in seiner Forschung auf die Landeskunde von Österreich und Südtirol.

## Auszeichnungen
- 1996: Tiroler Landespreis für Wissenschaft[3]
- Großes Silbernes Ehrenzeichen für Verdienste um die Republik Österreich
- Ehrenzeichen des Landes Tirol
- Franz-von-Wieser-Medaille des Tiroler Landesmuseums Ferdinandeum
- Franz-von-Hauer-Medaille der Österreichischen Geographischen Gesellschaft
- Große Silberne Ehrenmedaille der Tiroler Wirtschaftskammer

## Schriften (Auswahl)

### Als Autor
Aufsätze
- Umbruch und Bedeutungswandel im nomadischen Lebensraum des Orients. In: Geographische Zeitschrift, Bd. 53 (1965), ISSN 0016-7479
- Zum Deutschlandbegriff in der Gegenwart. In: Arbeitstagung „Zur Behandlung Deutschlands im Unterricht“ vom 23. bis 25. März 1981 im Reichstagsgebäude in Berlin. Verband deutscher Schulgeographen, Berlin 1981, S. 13–22.
- Deutsche Landeskunde. Last der Tradition oder verpflichtendes Erbe. In: Berichte zur deutschen Landeskunde, Bd. 56 (1982), Heft 2, ISSN 0005-9099, S. 169–178
- Südtirol im Wandel der achtziger Jahre. In: Österreich in Geschichte und Literatur mit Geographie, Bd. 31 (1987), Heft 3/4, ISSN 0029-8743, S. 205–219
- Das Gebirge als sensibles System. Zum sozialgeographischen Wandel im mittleren Alpenraum. In: Gießener Universitätsblätter, Jg. 20 (1987), Heft 1, ISSN 0533-8689
- Abschied von der Landschaft und Abschied von der Elite. In: Jahresbericht der Österreichischen Geographischen Gesellschaft, Zweigverein Innsbruck, Bd. 1987/88 (1989), S. 15–23.
- Geographie als Bildungsdisziplin. 25 Jahre Geographische Gesellschaft in Innsbruck. In: Axel Borsdorf (Hrsg.): Geographische Forschung in Innsbruck. Festgabe aus Anlass des 25jährigen Bestehens des Zweigvereins Innsbruck der ÖGG (Innsbrucker Jahresbericht. Sonderheft). ÖGG, Innsbruck 1996, ISBN 3-901182-98-5, S. 9–18.
- Franz Huter zum Gedenken. In: Jahresbericht der Innsbrucker Geographischen Gesellschaft 1997/98, S. 150–153 (über Franz Huter).
- Hans Kinzl. Im Lichte seines Briefwechsels, Lebenslaufes und persönlicher Erinnerungen. In: Jahresbericht der Innsbrucker Geographischen Gesellschaft, Bd. 17 (2003–2007), S. 142–176.

Bücher
- Die Formentwicklung im Mitter Pinzgau (Forschungen zur deutschen Landeskunde; Bd. 89). Remagen 1956.
- Bevölkerung und Wirtschaft in Südtirol (Tiroler Wirtschaftsstudien; Bd. 6). Verlag Wagner, Innsbruck 1958.
- Hadramaut. Bevölkerung und Wirtschaft im Wandel der Gegenwart (Bonner Geographische Abhandlungen; Bd. 30). Verlag Dümmler, Bonn 1961.
- zusammen mit Gerhard Abele: Karlsruhe. Studien zur innerstädtischen Gliederung und Viertelsbildung (= Karlsruher Geographische Hefte. Bd. 3). Geographisches Institut, Karlsruhe 1972.

### Als Herausgeber
- Hermann von Wissmann-Festschrift. Geographisches Institut, Tübingen 1962.
- zusammen mit Ernest Troger: Tirol-Atlas. Eine Landeskunde in Karten. Verlag Wagner, Innsbruck 1974/99 (+ Begleittexte, Bd. 1–14)
- Landeskunde Österreich (Harms Schulbuch der Geographie). List-Verlag, München 1983, ISBN 3-471-18820-7
- zusammen mit Klaus Frantz: Environment and Human Life in Highlands and High-Latitude Zones. Proceedings of a symposium, 21.-25. August in Innsbruck (Innsbrucker Geographische Studien; Bd. 13). Institut für Geographie, Innsbruck 1985